# 全国高等学校総合体育大会ボクシング競技大会
全国高等学校総合体育大会ボクシング競技大会（ぜんこくこうとうがっこうそうごうたいいくたいかいボクシングきょうぎたいかい）は、全国高等学校総合体育大会で開催されるボクシング競技である。夏の高校ボクシング大会であり全国高等学校ボクシング選手権大会も兼ねて行われる。（公財）全国高等学校体育連盟と（一社）日本ボクシング連盟、読売新聞社などが共催。

## 概要
1947年に第1回が開催され、1966年より全国高等学校総合体育大会に取り込まれている。
春の全国選抜大会・国民体育大会と並ぶ高校ボクシングの頂点を決める大会である。そのため、原則としてこの大会の優勝者が、その年の全日本アマチュアボクシングランキング（少年の部）でチャンピオンにランキングされる。
個人対抗と学校対抗で行われるが、個人対抗のみであればボクシング部のない高校からも参加可能である。
2016年には女子の部も公開競技として開催され、2023年にエキシビションとして3階級で行われた。

## 大会の競技方法

### 参加資格
個人対抗と学校対抗を兼ねる。階級はピン級からミドル級までの8階級。ピン級・ウェルター級・ミドル級はブロックごとに指定された人数、それ以外の階級は各都道府県から1名ずつが参加できる。
大会出場資格としては一年以上の競技経験を必要とし、選手登録を行い学校を通じて申し込みをすれば、学校にボクシング部が無くても出場する事が出来る。

### 競技方法
1R2分の3R。トーナメント方式で行われる。学校対抗としては勝ち点方式を採用し、1勝（抽選の不戦勝を除く）につき勝ち点1、個人優勝5、準優勝3、3位1の勝ち点を加え、勝ち点の最も多かった学校が優勝となる。

## 学校対抗歴代優勝校
| 回 | 年度 | 大会                            | 会場                             | 優勝校           |
| -- | ---- | ------------------------------- | -------------------------------- | ---------------- |
| 1  | 1947 |                                 | 東京都                           |                  |
| 2  | 1948 |                                 | 東京都                           |                  |
| 3  | 1949 |                                 | 愛知県                           |                  |
| 4  | 1950 |                                 | 広島県                           |                  |
| 5  | 1951 |                                 | 秋田県                           |                  |
| 6  | 1952 |                                 | 香川県                           |                  |
| 7  | 1953 |                                 | 北海道                           |                  |
| 8  | 1954 |                                 | 愛媛県                           |                  |
| 9  | 1955 |                                 | 兵庫県                           |                  |
| 10 | 1956 |                                 | 秋田県                           |                  |
| 11 | 1957 |                                 | 千葉県                           |                  |
| 12 | 1958 |                                 | 北海道                           |                  |
| 13 | 1959 |                                 | 熊本県                           |                  |
| 14 | 1960 |                                 | 愛媛県                           |                  |
| 15 | 1961 |                                 | 千葉県                           | 中央商（東京）   |
| 16 | 1962 |                                 | 山口県                           | 中央商（東京）   |
| 17 | 1963 |                                 | 新潟県                           | 習志野（千葉）   |
| 18 | 1964 |                                 | 岐阜県                           | 作新学院（栃木） |
| 19 | 1965 |                                 | 大分県                           | 鎮西（熊本）     |
| 20 | 1966 | 青森総体                        |                                  | 新田（愛媛）     |
| 21 | 1967 | 福井総体                        |                                  | 津久見（大分）   |
| 22 | 1968 | 広島総体                        |                                  | 青森商（青森）   |
| 23 | 1969 | 栃木総体                        | （群馬県）                       | 中央（沖縄）     |
| 24 | 1970 | 和歌山総体                      | （大阪府）                       | 武相（神奈川）   |
| 25 | 1971 | 徳島総体                        | （愛媛県）                       | 水沢工（岩手）   |
| 26 | 1972 | 山形総体                        |                                  | 八戸電工（青森） |
| 27 | 1973 | 三重総体                        | （岐阜県）                       | 弘前電工（青森） |
| 28 | 1974 | 福岡総体                        |                                  | 作新学院（栃木） |
| 29 | 1975 | 茨城総体                        | （東京都）                       | 九州学院（熊本） |
| 30 | 1976 | 長野総体                        | （石川県）                       | 津久見（大分）   |
| 31 | 1977 | 岡山総体                        |                                  | 横浜（神奈川）   |
| 32 | 1978 | 福島総体                        |                                  | 岩泉（岩手）     |
| 33 | 1979 | 滋賀総体                        |                                  | 沼津学園（静岡） |
| 34 | 1980 | 55総体                          |                                  | 横浜（神奈川）   |
| 35 | 1981 | 神奈川総体                      | （山梨県）                       | 横浜（神奈川）   |
| 36 | 1982 | 鹿児島総体                      |                                  | 水沢工（岩手）   |
| 37 | 1983 | 愛知総体                        |                                  | 横浜（神奈川）   |
| 38 | 1984 | 秋田総体                        |                                  | 東海大二（熊本） |
| 39 | 1985 | 石川総体                        |                                  | 作新学院（栃木） |
| 40 | 1986 | 山口総体                        | （広島県）                       | 東海大二（熊本） |
| 41 | 1987 | '87北海道総体                   |                                  | 日章学園（宮崎） |
| 42 | 1988 | '88兵庫総体                     | （奈良県）                       | 王寺工（奈良）   |
| 43 | 1989 | '89高知総体                     | （愛媛県）                       | 南京都（京都）   |
| 44 | 1990 | '90宮城総体                     |                                  | 作新学院（栃木） |
| 45 | 1991 | '91静岡総体                     |                                  | 東海大二（熊本） |
| 46 | 1992 | '92宮崎総体                     |                                  | 花咲徳栄（埼玉） |
| 47 | 1993 | '93栃木総体                     |                                  | 作新学院（栃木） |
| 48 | 1994 | '94富山総体                     |                                  | 作新学院（栃木） |
| 49 | 1995 | '95鳥取総体                     | （岡山県）                       | 日章学園（宮崎） |
| 50 | 1996 | '96山梨総体                     |                                  | 花咲徳栄（埼玉） |
| 51 | 1997 | '97京都総体                     |                                  | 南京都（京都）   |
| 52 | 1998 | 四国'98総体                     |                                  | 作新学院（栃木） |
| 53 | 1999 | '99岩手総体                     |                                  | 広陵（広島）     |
| 54 | 2000 | 2000年岐阜総体                  |                                  | 九州学院（熊本） |
| 55 | 2001 | ひのくに新世紀総体              |                                  | 南京都（京都）   |
| 56 | 2002 | 2002年茨城総体                  | 龍ケ崎市総合体育館               | 札幌工（北海道） |
| 57 | 2003 | 長崎ゆめ総体                    | 小浜町営体育館                   | 東福岡（福岡）   |
| 58 | 2004 | 中国04総体                      | 広島市中区スポーツセンター       | 宮城農（宮城）   |
| 59 | 2005 | 千葉きらめき総体                | 鴨川市総合運動施設文化体育館     | 興國（大阪）     |
| 60 | 2006 | 06総体THE近畿                   | 熊取町立総合体育館               | 興國（大阪）     |
| 61 | 2007 | 2007青春・佐賀総体              | 市村記念体育館                   | 習志野（千葉）   |
| 62 | 2008 | 彩夏到来08埼玉総体              | 獨協大学35周年記念館             | 習志野（千葉）   |
| 63 | 2009 | 2009近畿まほろば総体            | 平群町総合スポーツセンター体育館 | 札幌工（北海道） |
| 64 | 2010 | 美ら島沖縄総体2010              | 豊見城高校体育館                 | 青森工（青森）   |
| 65 | 2011 | 2011熱戦再来北東北総体          | 秋田市立体育館                   | 興國（大阪）     |
| 66 | 2012 | 2012北信越かがやき総体          | 新潟市体育館                     | 東福岡（福岡）   |
| 67 | 2013 | 2013未来をつなぐ北部九州総体    | 佐賀市立諸富文化体育館           | 東福岡（福岡）   |
| 68 | 2014 | 煌(きら)めく青春 南関東総体2014 |                                  | 駿台学園（東京） |
| 69 | 2015 | 2015 君が創る 近畿総体          |                                  | 日章学園（宮崎） |
| 70 | 2016 | 2016 情熱疾走 中国総体          |                                  | 日章学園（宮崎） |
| 71 | 2017 | 南東北総体                      |                                  | 日章学園（宮崎） |
| 72 | 2018 | 2018 彩る感動 東海総体          | 岐阜アリーナ                     | 作新学院（栃木） |
| 73 | 2019 | 感動は無限大 南部九州総体 2019  | 宮崎県                           | 興國（大阪）     |
| 74 | 2020 | 魅せろ躍動 北関東総体 2020      | 釜石市民ホール                   | 中止             |
| 75 | 2021 | 輝け君の汗と涙 北信越総体 2021  | 福井県営体育館                   | 日章学園（宮崎） |
| 76 | 2022 | 躍動の青い力 四国総体 2022      | 南国市立スポーツセンター         | 興國（大阪）     |
| 77 | 2023 | 翔び立て若き翼 北海道総体 2023  | 北ガスアリーナ札幌46             | 興國（大阪）     |
| 78 | 2024 |                                 | ＳＡＧＡアリーナ                 | 興國（大阪）     |
| 79 | 2025 |                                 | 玉野市総合体育館                 | 日章学園（宮崎） |

## 主な高校総体優勝者
オリンピック・世界選手権入賞者、及びプロボクシングタイトル（WBA・WBC・IBF・WBO・OPBF・WBO-AP・JBC）獲得者。
- 高橋美徳 (1957)
- 田辺清 (1958)
- 桜井孝雄 (1960)
- 森岡栄治 (1964)
- カシアス内藤 (1967)
- 上原康恒 (1968)
- バトルホーク風間 (1969)
- 具志堅用高 (1973)
- 友利正 (1977)
- 浜田剛史 (1978)

- 赤城武幸 (1980)
- 平仲明信 (1981)
- 大橋秀行 (1982)
- 鬼塚勝也 (1987)
- 葛西裕一 (1987)
- 川島郭志 (1988)
- 三谷大和 (1988)
- 玉城信一 (1989)
- 山口圭司 (1991)
- クレイジー・キム (1991)

- 保住直孝 (1991,92)
- 名護明彦 (1994)
- 佐藤幸治 (1998)
- 八重樫東 (2000)
- 亀海喜寛 (2000)
- 五十嵐俊幸 (2001)
- 粟生隆寛 (2001,02)
- 村田諒太 (2002,03)
- 川内将嗣 (2003)
- 宮崎亮 (2005)

- 井岡一翔 (2005,06)
- 岩佐亮佑 (2007)
- 岡田博喜 (2007)
- 原隆二 (2007,08)
- 内藤律樹 (2009)
- 井上尚弥 (2009,11)
- 井上拓真 (2011)
- 田中恒成 (2012)
- 齋藤麗王 (2015)
- 重岡銀次朗 (2016,17)